# 3-Nonanon
3-Nonanon ist eine chemische Verbindung aus der Gruppe der Ketone.

## Vorkommen

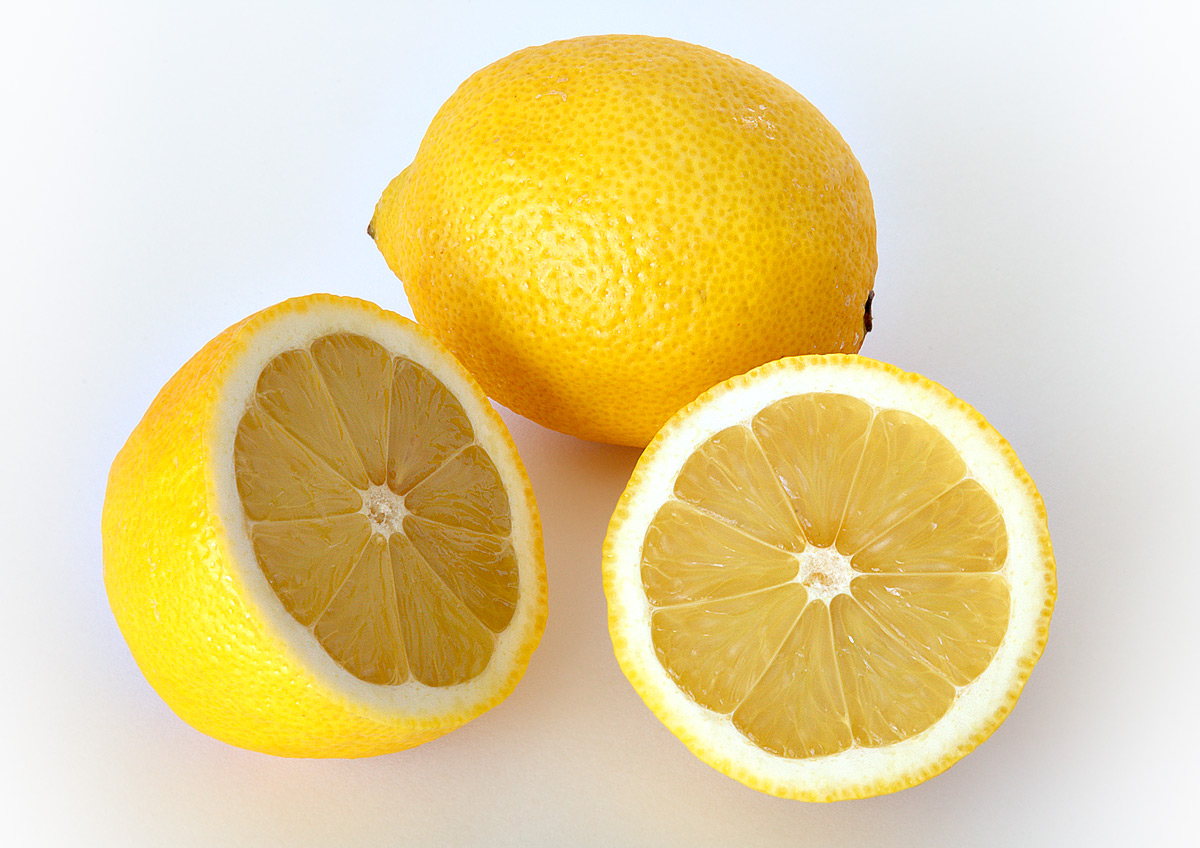
Zitronen

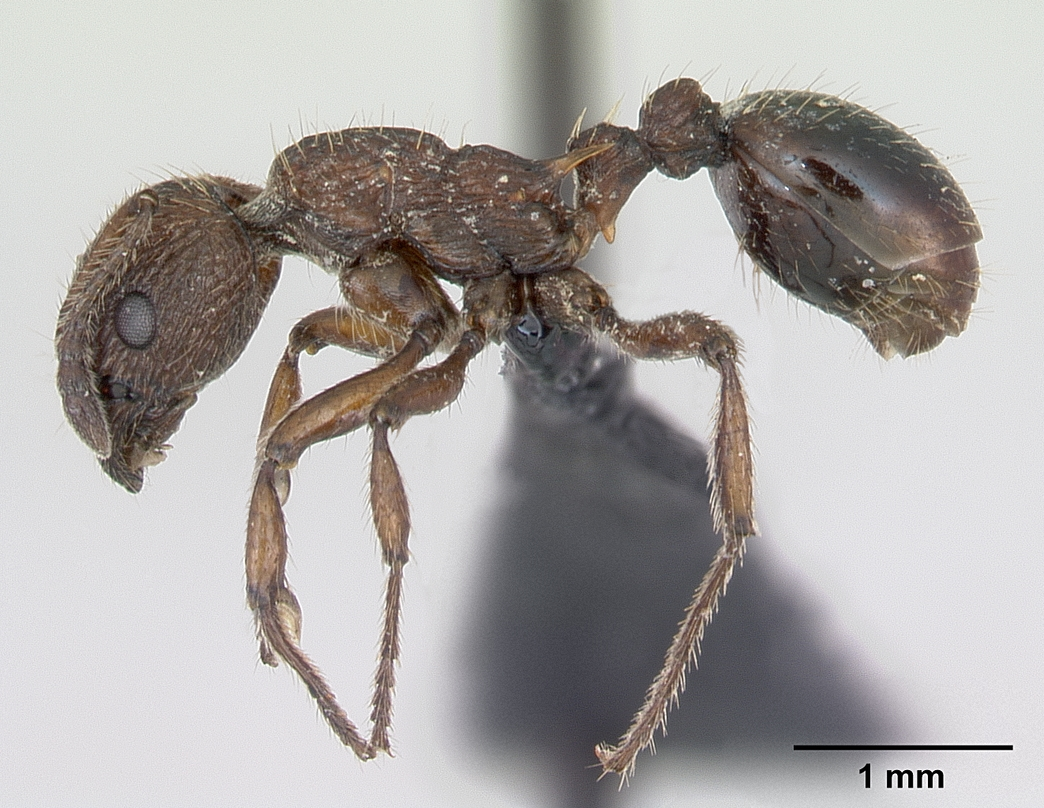
Trockenrasen-Knotenameise (Myrmica scabrinodis)

3-Nonanon kommt natürlich in Bananen, Passionsfrüchten, gekochtem Rindfleisch, Zitronenschale, Thymian, Butter, Tee, Kerbel und Krebsen vor. Es wurde auch in den Mandibeldrüsen von Myrmica scabrinodis und in anderen Insekten nachgewiesen.

## Gewinnung und Darstellung
3-Nonanon kann durch Reaktion von o-Propionsäuretriethylester mit überschüssigem Hexylmagnesiumbromid in Ether unter einer Stickstoffatmosphäre gewonnen werden.

## Eigenschaften
3-Nonanon ist eine farblose, brennbare, schwer entzündbare Flüssigkeit mit scharfem, kräuterigem oder fruchtigem Geruch, die sehr schwer löslich in Wasser ist.

## Verwendung
3-Nonanon wird als interner Standard zur Bestimmung von signifikanten flüchtigen Bestandteilen von Pacharan (alkoholisches Getränk) verwendet. Es kann auch als Aromastoff verwendet werden.

## Sicherheitshinweise
Die Dämpfe von 3-Nonanon können mit Luft ein explosionsfähiges Gemisch (Flammpunkt 66 °C, Zündtemperatur 335 °C) bilden.